# ガボン人民連合
ガボン人民連合（ガボンじんみんれんごう、フランス語: Union du Peuple Gabonais、略称:UPG、英語: Union of the Gabonese PeopleまたはUnion of the People of Gabon）は、ガボンの政党。
ガボンはガボン民主党の一党制であったが、1989年7月14日、ピエール・マンブンドゥは、パリで党設立を宣言した。1998年の大統領選挙でマンブンドゥは、党公認候補として立候補し、現職のオマール・ボンゴ大統領に次ぐ16.5パーセントの票を得た。しかし、2001年12月9日の総選挙では下院国民議会で議席を獲得できなかった。
2005年11月27日に行われた大統領選挙にマンブンドゥは再度立候補し、オマール・ボンゴ大統領に次いで13.6パーセントを獲得した。
2006年12月17日から12月24日に行われた総選挙でも、8議席を維持した。
2009年8月30日、大統領選挙でも、マンブンドゥは8万5000票、25パーセントの得票率で3位につけた。
2011年10月15日、マンブンドゥ党首は死去した